# Ca l'Aliart
Ca l'Aliart és un edifici del municipi de Rubí (Vallès Occidental) protegit com a bé cultural d'interès local.

## Descripció
És un edifici entre mitgeres de tres pisos i planta rectangular. La coberta és plana i presenta una barana d'obra amb un frontó circular amb un medalló al centre. Al primer pis hi ha un balcó doble i balcons independents. Havia estat un magatzem de gra i fàbrica de pasta. El carrer Sant Cugat era terme municipal de Sant Cugat del Vallès fins a final del segle xix que va ser agregat a Rubí.